# Metestjärnen
Metestjärnen är en sjö i Årjängs kommun i Värmland och ingår i Göta älvs huvudavrinningsområde.
Metestjärnen ligger i Brännan Natura 2000-område.